# Pherbellia dentata
Pherbellia dentata is een vliegensoort uit de familie van de slakkendoders (Sciomyzidae). De wetenschappelijke naam van de soort is voor het eerst geldig gepubliceerd in 1995 door Merz & Rozkosny.